# 小行星7173
小行星7173（英語：7173 Sepkoski）是一颗围绕太阳公转的小行星。1988年8月15日，卡罗琳·舒梅克、尤金·舒梅克在帕洛马山发现了此天体。
这颗小行星的绝对星等为93.47551等。